# Ивановка (Темниковский район)
Ивановка  — деревня в составе  Бабеевского сельского поселения Темниковского района Республики Мордовия.

## География
Находится на расстоянии примерно 12 километров на юго-восток от районного центра города Темников.

## Население
Постоянное население составляло 43 человек (мордва-мокша 75%) в 2002 году, 39 в 2010 году .